# Holcocera aphidella
Holcocera aphidella é uma espécie de mariposa do gênero Holcocera pertencente à família Coleophoridae.